# Le Trésor de McCinsey

Le Trésor de McCinsey (McCinsey's Island) est un film américain de 1998 réalisé par Sam Firstenberg avec dans le rôle principal le catcheur Hulk Hogan,.

## Distribution
- Hulk Hogan (VF : Michel Vigné) : Joe Mac Gray
- Grace Jones : Alanso Richter
- Todd Sheeler : Billy
- Robert Vaughn : Walter Denkins
- Big Show : Little SnowFlake
- Isaac C. Singleton Jr. : Samson
- Anya Hoffman : Sabrina